# 菰野インターチェンジ
菰野インターチェンジ（こものインターチェンジ）は、三重県三重郡菰野町にある新名神高速道路のインターチェンジである。

## 歴史
- 2018年（平成30年）11月21日 : IC名称が「菰野IC」で正式決定[1]。
- 2019年（平成31年）3月17日 : 新四日市JCT - 亀山西JCT間開通に伴い、供用開始。
- 2024年（令和6年）4月10日 : 料金所がETC専用になる[2]。

## 接続する道路
- 国道477号（四日市インターアクセス道路）

## 周辺
- 御在所岳（ロープウェイ、スキー場など）
- 湯の山温泉
- パラミタミュージアム
- アクアイグニス（片岡温泉）
- 三滝川

## 料金所

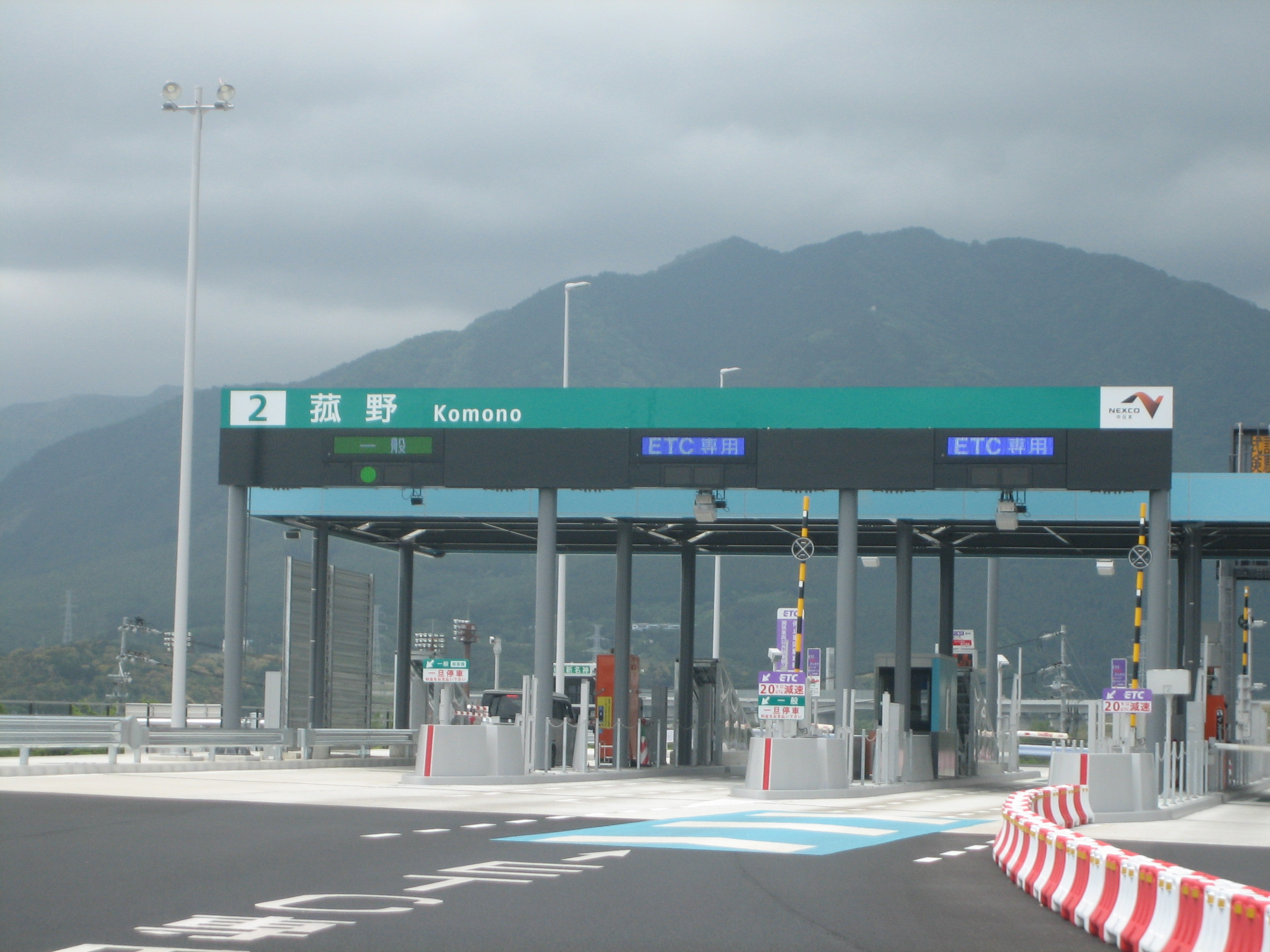
料金所

- ブース数：5

### 入口
- ブース数：2
  - ETC専用：1
  - ETC/サポート：1

### 出口
- ブース数：3
  - ETC専用：2
  - サポート：1

## 隣
E1A 新名神高速道路
(1) 新四日市JCT - (2) 菰野IC - (2-1) 鈴鹿PA/SIC - (3) 亀山西JCT - 土山SA/BS